# Effiat
Effiat est une commune française rurale, située dans le département du Puy-de-Dôme, en région Auvergne-Rhône-Alpes.
La commune, située dans la plaine de la Limagne, fait partie de l'aire d'attraction de Clermont-Ferrand. Ses habitants, au nombre de 1 127 au recensement de 2022, sont appelés les Effiatois et les Effiatoises.

## Géographie

### Localisation
La petite commune pourrait être l'archétype des bourgs de la Limagne bourbonnaise. Effiat reste une commune essentiellement agricole.
La commune se situe au nord du département du Puy-de-Dôme, à quelques kilomètres d'Aigueperse, dans le canton de cette même commune, dans l'arrondissement de Riom.
La plupart des habitants sont regroupés dans le bourg. Mais Effiat compte aussi trois hameaux isolés : le Bethueix, Denone et Olhat.
Huit communes jouxtent Effiat, dont trois dans le département de l'Allier :
| Saint-Genès-du-Retz | Charmes, Biozat (Allier) | Brugheas (Allier)       |
| Montpensier         | Effiat                   | Bas-et-Lezat            |
| Bussières-et-Pruns  |                          | Saint-Clément-de-Régnat |

### Transports
La route départementale 984, qui fut la route nationale 684 entre les années 1930 et les années 1970, relie l'agglomération de Vichy (Bellerive-sur-Allier) à Aigueperse.
Du sud de la commune, la route départementale 223 relie la RD 984 à Bas-et-Lezat et à Randan par le village d'Olhat.
Le territoire communal est desservi par les routes départementales 51 (vers Montpensier), 93 (axe de Saint-Genès-du-Retz à Bas-et-Lezat), 436 (desservant le lieu-dit du Bethueix, reliant la RD 984 à Lezat), 437 (reliant le chef-lieu de commune à Denone et à Biozat, en devenant la RD 272 dans l'Allier) et 443 (vers Bussières-et-Pruns). Il existe aussi une RD 51b.

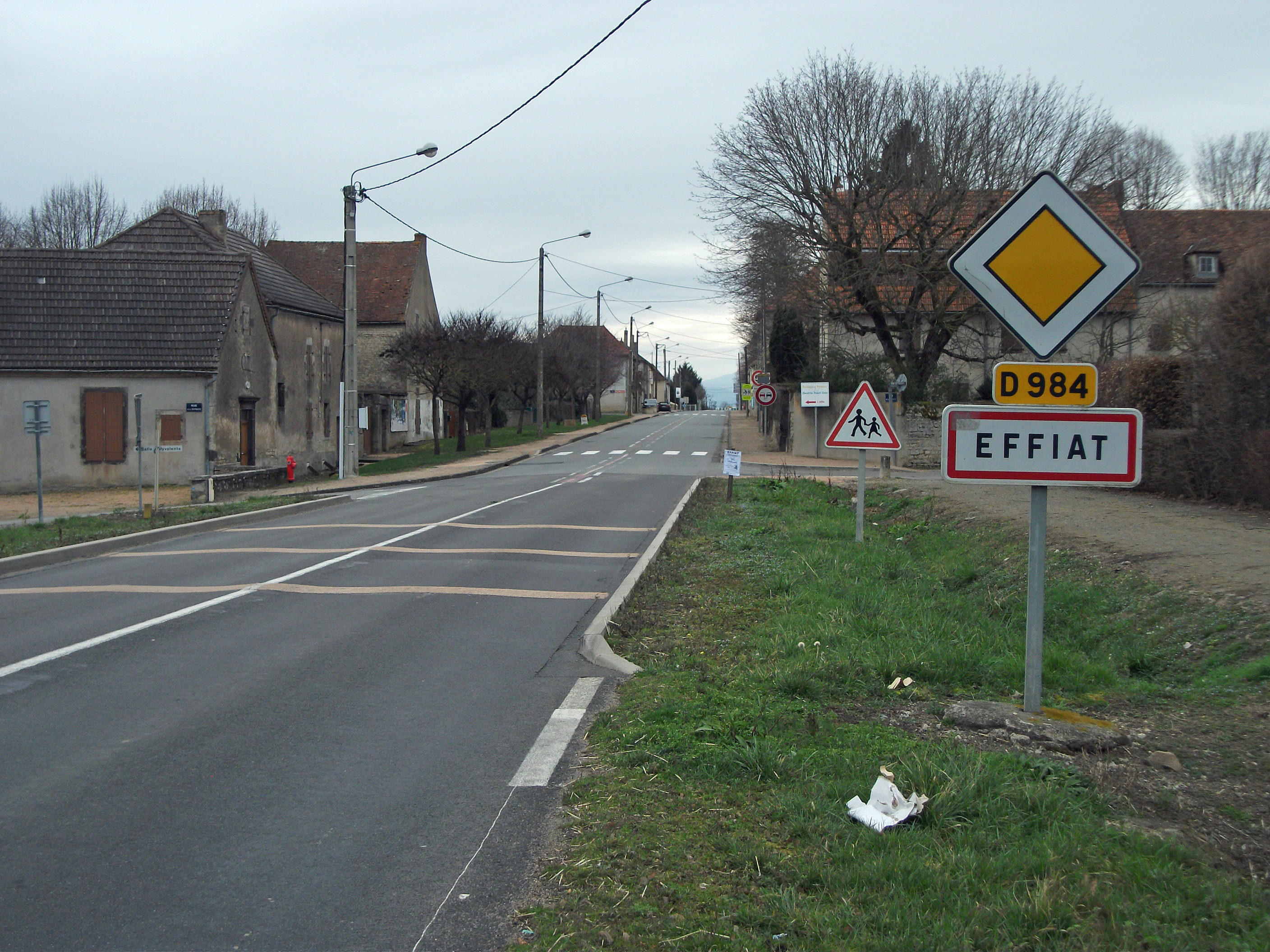
Entrée d'Effiat vers Aigueperse.
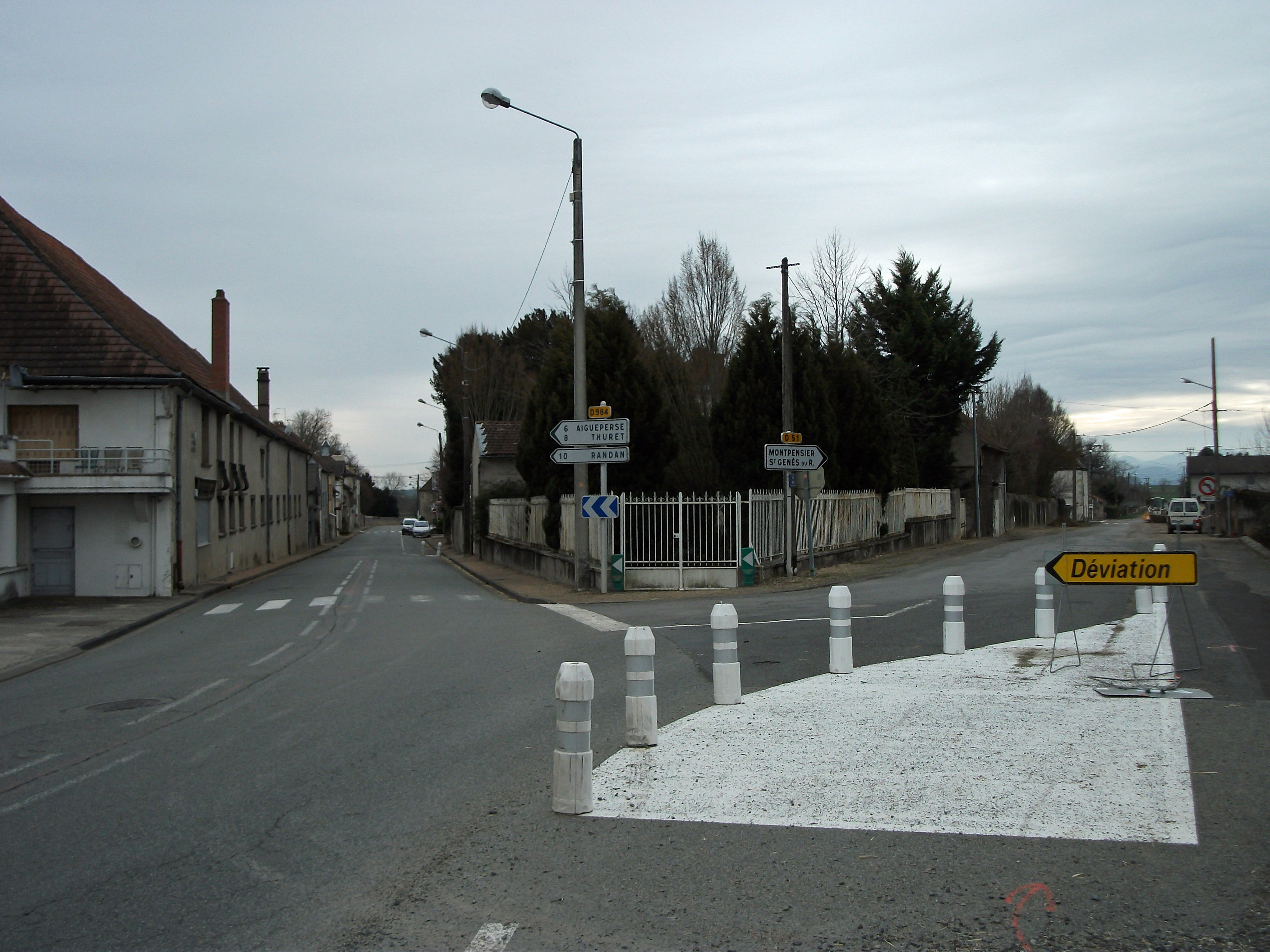
D 984 vers Aigueperse (à gauche) et D 51 vers Montpensier (à droite).

### Climat
Pour des articles plus généraux, voir Climat d'Auvergne-Rhône-Alpes et Climat du Puy-de-Dôme.
En 2010, le climat de la commune est de type climat du Bassin du Sud-Ouest, selon une étude du Centre national de la recherche scientifique s'appuyant sur une série de données couvrant la période 1971-2000. En 2020, Météo-France publie une typologie des climats de la France métropolitaine dans laquelle la commune est exposée à un climat de montagne ou de marges de montagne et est dans la région climatique  Nord-est du Massif Central, caractérisée par une pluviométrie annuelle de 800 à 1 200 mm, bien répartie dans l’année. 
Pour la période 1971-2000, la température annuelle moyenne est de 10,8 °C, avec une amplitude thermique annuelle de 16,3 °C. Le cumul annuel moyen de précipitations est de 694 mm, avec 8,5 jours de précipitations en janvier et 7,2 jours en juillet. Pour la période 1991-2020, la température moyenne annuelle observée sur la station météorologique de Météo-France la plus proche, « Charmes_sapc », sur la commune de Charmes à 4 km à vol d'oiseau, est de 11,9 °C et le cumul annuel moyen de précipitations est de 675,4 mm,. Pour l'avenir, les paramètres climatiques de la commune estimés pour 2050 selon différents scénarios d'émission de gaz à effet de serre sont consultables sur un site dédié publié par Météo-France en novembre 2022.

## Urbanisme

### Typologie
Au 1er janvier 2024, Effiat est catégorisée commune rurale à habitat dispersé, selon la nouvelle grille communale de densité à sept niveaux définie par l'Insee en 2022.
Elle est située hors unité urbaine. Par ailleurs la commune fait partie de l'aire d'attraction de Clermont-Ferrand, dont elle est une commune de la couronne,. Cette aire, qui regroupe 209 communes, est catégorisée dans les aires de 200 000 à moins de 700 000 habitants,.

### Occupation des sols
L'occupation des sols de la commune, telle qu'elle ressort de la base de données européenne d’occupation biophysique des sols Corine Land Cover (CLC), est marquée par l'importance des territoires agricoles (89,8 % en 2018), une proportion sensiblement équivalente à celle de 1990 (90,5 %). La répartition détaillée en 2018 est la suivante : terres arables (88,7 %), zones urbanisées (6,8 %), forêts (3,4 %), zones agricoles hétérogènes (0,6 %), prairies (0,5 %). L'évolution de l’occupation des sols de la commune et de ses infrastructures peut être observée sur les différentes représentations cartographiques du territoire : la carte de Cassini (XVIIIe siècle), la carte d'état-major (1820-1866) et les cartes ou photos aériennes de l'IGN pour la période actuelle (1950 à aujourd'hui).

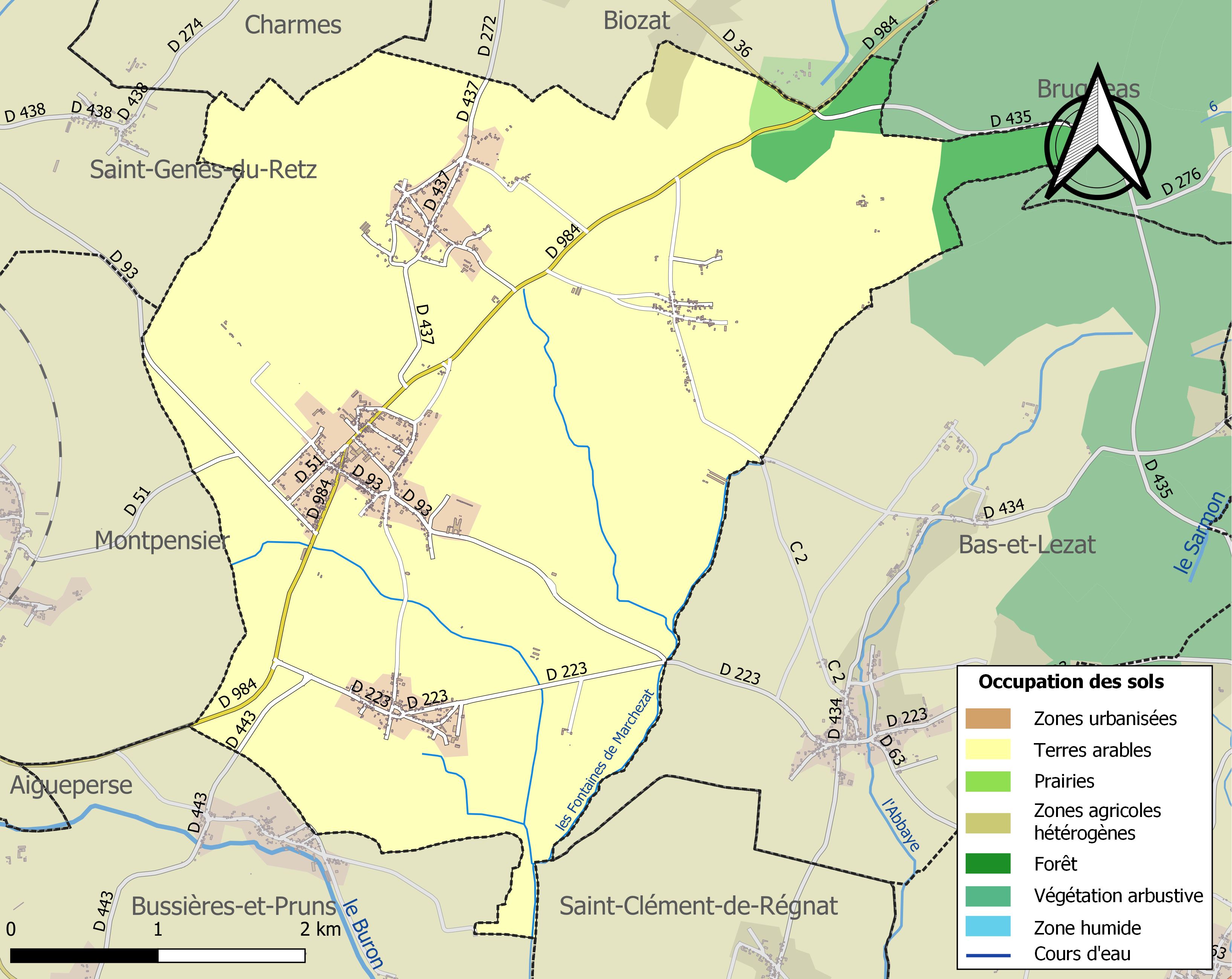
Carte des infrastructures et de l'occupation des sols de la commune en 2018 (CLC).

### Logement
En 2013, la commune comptait 456 logements, contre 394 en 2008. Parmi ces logements, 85,8 % étaient des résidences principales, 4,9 % des résidences secondaires et 9,3 % des logements vacants. Ces logements étaient pour 95,8 % d'entre eux des maisons individuelles et pour 4,2 % des appartements.
La proportion des résidences principales, propriétés de leurs occupants était de 86,9 %, en hausse sensible par rapport à 2008 (84,6 %). Il n'existait aucun logement HLM loué vide.

## Toponymie

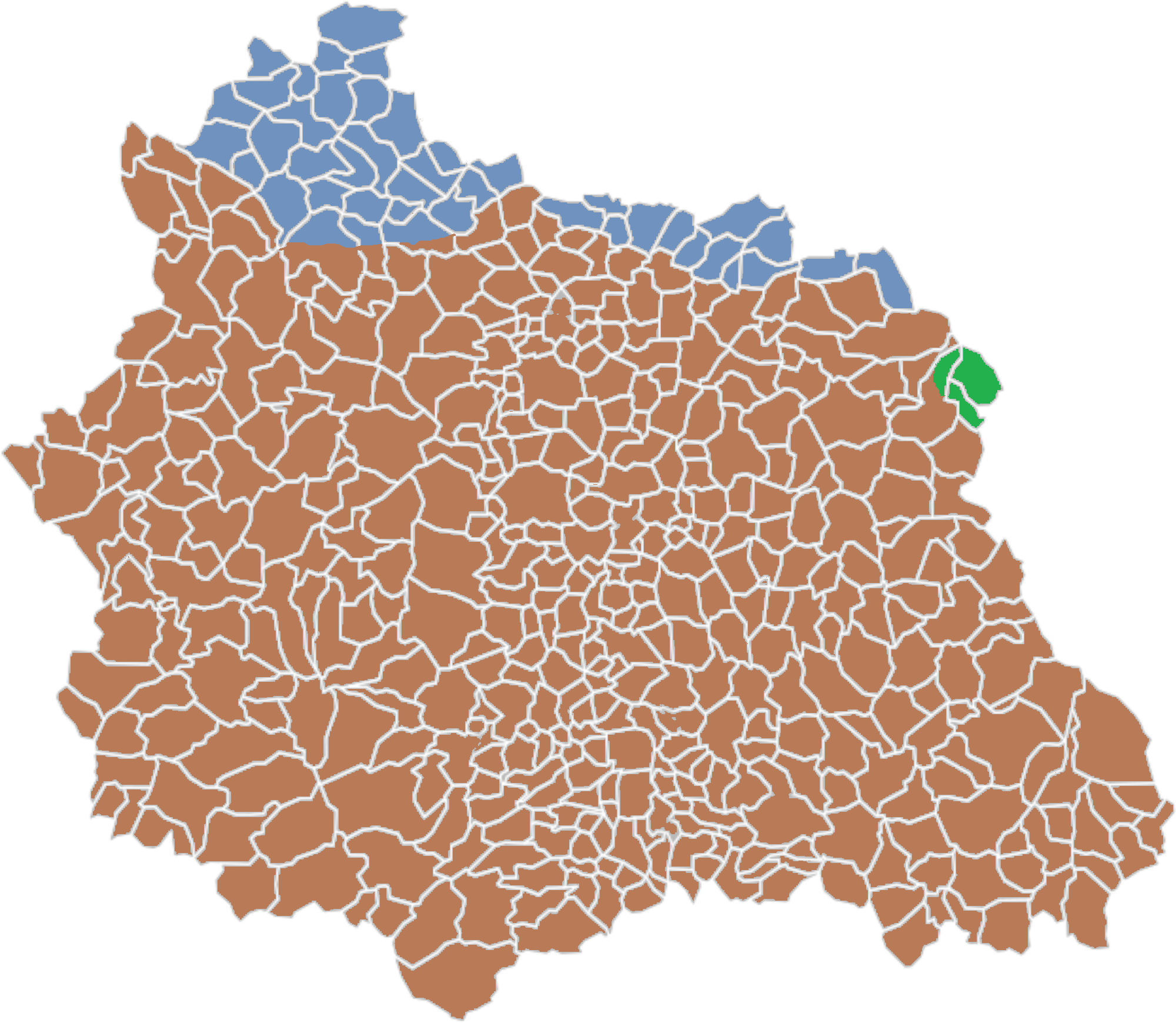
Carte linguistique du Puy-de-Dôme (Atlas sonore des langues régionales, CNRS). En bleu clair : les parlers du Croissant ; en marron : le nord-occitan ; en vert : l'arpitan.

Effiat est une des premières communes au sud du Croissant, espace linguistique où se rejoignent et se mélangent la langue occitane et la langue d'oïl,,. Son nom lui vient directement du parler local.

## Histoire

### Moyen Âge
Depuis le Moyen Âge la seigneurie d'Effiat est vassale de celle de Bourbon et fait ainsi partie du duché de Bourbon.
Par la suite, Effiat fait partie de la principauté de Montpensier avant de retourner dans la province du Bourbonnais à partir du XVIe siècle. Elle fait ainsi partie, tout au long de l'Ancien Régime, de la Généralité de Moulins et de son élection de Gannat.

## Politique et administration

### Découpage territorial
La commune d'Effiat est membre de la communauté de communes Plaine Limagne, un établissement public de coopération intercommunale (EPCI) à fiscalité propre créé le 1er janvier 2017 dont le siège est à Aigueperse. Ce dernier est par ailleurs membre d'autres groupements intercommunaux. Jusqu'au 31 décembre 2016, elle faisait partie de la communauté de communes Nord Limagne.
Sur le plan administratif, elle est rattachée à l'arrondissement de Riom, à la circonscription administrative de l'État du Puy-de-Dôme et à la région Auvergne-Rhône-Alpes.
Sur le plan électoral, elle dépend du canton d'Aigueperse pour l'élection des conseillers départementaux, depuis le redécoupage cantonal de 2014 entré en vigueur en 2015, et de la deuxième circonscription du Puy-de-Dôme pour les élections législatives, depuis le dernier découpage électoral de 2010 (sixième circonscription avant 2010).

### Élections municipales et communautaires

#### Élections de 2020
Le conseil municipal d'Effiat, commune de plus de 1 000 habitants, est élu au scrutin proportionnel de liste à deux tours (sans aucune modification possible de la liste), pour un mandat de six ans renouvelable. Compte tenu de la population communale, le nombre de sièges à pourvoir lors des élections municipales de 2020 est de 15. Les quinze conseillers municipaux, issus d'une liste unique, sont élus au premier tour, le 15 mars 2020, avec un taux de participation de 52,70 %.
Deux sièges sont attribués à la commune au sein du conseil communautaire de la communauté de communes Plaine Limagne.

#### Chronologie des maires
| Période                                  | Période                       | Identité     | Étiquette | Qualité                                                                          |
| ---------------------------------------- | ----------------------------- | ------------ | --------- | -------------------------------------------------------------------------------- |
| Les données manquantes sont à compléter. |                               |              |           |                                                                                  |
| mars 2008                                | En cours (au 15 octobre 2021) | Marc Carrias |           | Agriculteur, retraité Vice-président de la communauté de communes Plaine Limagne |

## Population et société

### Démographie
Les habitants de la commune sont appelés les Effiatois et les Effiatoises,.

#### Évolution démographique
L'évolution du nombre d'habitants est connue à travers les recensements de la population effectués dans la commune depuis 1793. Pour les communes de moins de 10 000 habitants, une enquête de recensement portant sur toute la population est réalisée tous les cinq ans, les populations de référence des années intermédiaires étant quant à elles estimées par interpolation ou extrapolation. Pour la commune, le premier recensement exhaustif entrant dans le cadre du nouveau dispositif a été réalisé en 2007.

En 2022, la commune comptait 1 127 habitants, en évolution de +1,26 % par rapport à 2016 (Puy-de-Dôme : +2,1 %, France hors Mayotte : +2,11 %).
| 1793  | 1800  | 1806  | 1821  | 1831  | 1836  | 1841  | 1846  | 1851  |
| ----- | ----- | ----- | ----- | ----- | ----- | ----- | ----- | ----- |
| 1 745 | 1 890 | 1 743 | 1 811 | 1 767 | 1 702 | 1 708 | 1 676 | 1 681 |

| 1856  | 1861  | 1866  | 1872  | 1876  | 1881  | 1886  | 1891  | 1896  |
| ----- | ----- | ----- | ----- | ----- | ----- | ----- | ----- | ----- |
| 1 609 | 1 539 | 1 511 | 1 440 | 1 448 | 1 384 | 1 296 | 1 294 | 1 205 |

| 1901  | 1906  | 1911  | 1921 | 1926 | 1931 | 1936 | 1946 | 1954 |
| ----- | ----- | ----- | ---- | ---- | ---- | ---- | ---- | ---- |
| 1 144 | 1 104 | 1 019 | 861  | 816  | 771  | 737  | 746  | 755  |

| 1962 | 1968 | 1975 | 1982 | 1990 | 1999 | 2006 | 2007 | 2012  |
| ---- | ---- | ---- | ---- | ---- | ---- | ---- | ---- | ----- |
| 766  | 797  | 799  | 725  | 730  | 744  | 914  | 939  | 1 098 |

| 2017  | 2022  | - | - | - | - | - | - | - |
| ----- | ----- | - | - | - | - | - | - | - |
| 1 119 | 1 127 | - | - | - | - | - | - | - |

#### Pyramide des âges
En 2018, le taux de personnes d'un âge inférieur à 30 ans s'élève à 31,5 %, soit en dessous de la moyenne départementale (34,2 %). De même, le taux de personnes d'âge supérieur à 60 ans est de 27,1 % la même année, alors qu'il est de 27,9 % au niveau départemental.
En 2018, la commune comptait 530 hommes pour 594 femmes, soit un taux de 52,85 % de femmes, légèrement supérieur au taux départemental (51,59 %).
Les pyramides des âges de la commune et du département s'établissent comme suit.
| Hommes | Classe d’âge | Femmes |
| ------ | ------------ | ------ |
| 1,5    | 90 ou +      | 6,1    |
| 5,9    | 75-89 ans    | 14,2   |
| 15,1   | 60-74 ans    | 11,1   |
| 22,2   | 45-59 ans    | 16,8   |
| 22,9   | 30-44 ans    | 21,3   |
| 8,9    | 15-29 ans    | 11,0   |
| 23,4   | 0-14 ans     | 19,7   |

| Hommes | Classe d’âge | Femmes |
| ------ | ------------ | ------ |
| 0,7    | 90 ou +      | 2,1    |
| 7,4    | 75-89 ans    | 10,2   |
| 17,7   | 60-74 ans    | 18,6   |
| 20,2   | 45-59 ans    | 19,2   |
| 18,4   | 30-44 ans    | 17,4   |
| 18,6   | 15-29 ans    | 17,2   |
| 17     | 0-14 ans     | 15,3   |

### Enseignement
Effiat dépend de l'académie de Clermont-Ferrand. Elle gère une école élémentaire publique.
Les élèves poursuivent leur scolarité au collège Diderot d'Aigueperse puis dans les lycées de Riom (Virlogeux ou Pierre-Joël-Bonté).

## Économie

### Emploi
En 2013, la population âgée de quinze à soixante-quatre ans s'élevait à 637 personnes, parmi lesquelles on comptait 81,6 % d'actifs dont 76,6 % ayant un emploi et 5,1 % de chômeurs.
On comptait 179 emplois dans la zone d'emploi. Le nombre d'actifs ayant un emploi résidant dans la zone étant de 490, l'indicateur de concentration d'emploi est de 36,6 %, ce qui signifie que la commune offre moins d'un emploi par habitant actif.
428 des 489 personnes âgées de quinze ans ou plus (soit 87,6 %) sont des salariés. 17,5 % des actifs travaillent dans la commune de résidence.

### Entreprises
Au 1er janvier 2014, Effiat comptait 33 entreprises : deux dans l'industrie, sept dans la construction, vingt dans le commerce, les transports et les services divers et deux dans le secteur administratif.
En outre, elle comptait 35 établissements.

### Agriculture
Au recensement agricole de 2010, la commune comptait vingt-quatre exploitations agricoles. Ce nombre est en nette diminution par rapport à 2000 (32) et à 1988 (64).
La superficie agricole utilisée sur ces exploitations était de 1 545 hectares en 2010, dont 1 513 ha sont allouées aux terres labourables et 27 ha sont toujours en herbe.

### Commerce et services
La base permanente des équipements de 2015 recensait une boulangerie ainsi qu'un magasin d'électroménager et de matériel audio-vidéo.

### Tourisme
Au 1er janvier 2016, la commune ne comptait aucun hôtel, camping ou autre hébergement collectif.

## Culture locale et patrimoine

### Lieux et monuments
Effiat compte quatre édifices et sept objets inscrits ou classés aux monuments historiques.
- Le château d'Effiat, monument historique inscrit en 1980 et classé en 2004[43].
- L'école royale militaire d'Effiat. Sous l'Ancien Régime, se trouvait, dans l'enceinte du château d'Effiat, une école royale militaire, tenue par les Oratoriens. L'un des plus illustres élèves de cette école fut le général Desaix. Elle a été fondée en 1714 par le dernier marquis d'Effiat, Antoine II Coëffier de Ruzé d'Effiat[44].
- Église Saint-Blaise construite par le maréchal d'Effiat dans le style classique vers 1627, une des deux seules de ce style dans le département, avec l'église des Minimes à Clermont-Ferrand ; elle est classée MH depuis 1972[45],[46].
- Le château de Denone, gracieux bâtiment dont la construction remonte au XVIe siècle, situé dans le village du même nom. Construit par Charles de Marillac, ambassadeur au temps de François Ier et Henri II, membre de la famille de Louise de Marillac, il fut acheté par le maréchal d'Effiat, qui y accueillit Richelieu pour une visite, du 4 au 8 septembre 1629. Il est inscrit aux monuments historiques depuis fin 2009[47].
- Hospice, inscrit monument historique depuis 1975[48].

### Personnalités liées à la commune
- Antoine Coëffier de Ruzé d'Effiat, surintendant des finances et maréchal de France.
- Henri Coiffier de Ruzé d'Effiat, marquis de Cinq-Mars.
- Antoine II Coëffier de Ruzé d'Effiat, fondateur du collège royal militaire d'Effiat.
- Louis Charles Antoine Desaix.
- Joseph Béchonnet luthier à Effiat, concepteur de la musette Béchonnet

### Héraldique
| Blason de Effiat | Blason  | De gueules au chevron fascé ondé d'argent et d'azur, accompagné de trois lions d'or. |
| Blason de Effiat | Détails | Le statut officiel du blason reste à déterminer.                                     |